# Onthophagus mirabilis
Onthophagus mirabilis är en skalbaggsart som beskrevs av Bates 1887. Onthophagus mirabilis ingår i släktet Onthophagus och familjen bladhorningar. Inga underarter finns listade i Catalogue of Life.